# Monaxi
Monaxi   (segle IV - valor desconegut) Flavi Monaxi (en grec: Μονάξιος; floruit) va ser un polític de l'Imperi Romà d'Orient, praefectus urbi de Constantinoble, cònsol i dues vegades prefecte del pretori d'Orient.

## Biografia
Del 17 de gener del 408 al 26 d'abril de 409 va ser praefectus urbi de Constantinoble. Cap al final del seu mandat, hi va haver escassetat d'aliments a la ciutat, causada pel retard en l'enviament de gra des d'Alexandria a la capital, i la població es va revoltar. Els rebels van cremar el pretori i van arrossegar el carruatge de Monaxi pels carrers. Els subministraments de gra dirigits a altres ciutats es van enviar a Constantinoble, i es va reorganitzar el subministrament general de gra per a la capital. Monaxi també va crear un fons d'emergència, format parcialment per contribucions senatorials, per comprar gra en cas d'escassetat.
Va ser prefecte del pretori d'Orient entre el 10 de maig i el 30 de novembre de 414 i després una segona vegada entre el 26 d'agost de 416 i el 27 de maig de 420; durant el seu segon mandat, va dedicar una església a Perint. A més, el 5 d'octubre de 416, va emetre un edicte que eliminava l'autoritat de Ciril d'Alexandria sobre els parabolans. El 419 va ocupar el consolat, juntament amb Plinta; després d'aquest any, quatre dels seus servents es van convertir en monjos del monestir de Sant Hipati contra la seva voluntat.